# Aljaski zaljev
Aljaski zaljev je zaljev Tihog oceana koji je određen zakrivljenosti južne obale Aljaske, a proteže se od Poluotoka Aljaska i otoka Kodiak na zapadu do Otočja Aleksander na istoku.